# Свети Кирил (Киев)
„Свети Кирил“ (на украински: Кирилівський монастир) е средновековен християнски храм в Киев, столицата на Украйна. Комплексът на храва датира от времето на Киевска Рус от XII век.
Манастирът „Свети Кирил“ е основан през 1140 година от Всеволод II, княз на Киев и е посветен на Кирил Александрийски. Във втората половина на XII век, княгиня Мария, вдовица на Всеволод, го поставя основният камък на църквата.
През 1734 година комплексът пострадва от пожар и е реконструиран от архитект Иван Григорович. Камбанерията в манастира е изградена в 1760 година. Обновлението започва в 1750 година и завършва десет години по-късно. В 1787 година манастирът е затворен и превърнат първо в болница, а после в лудница.
Комунистическата власт го обявява за паметник с историческо значение. Църквата е затворена и превърната в музей.